# Антагонисты пиримидинов
Антагонисты пиримидинов — это группа цитостатических противоопухолевых химиотерапевтических лекарственных препаратов, действие которых на злокачественные клетки основано на ингибировании внутриклеточного метаболизма пиримидиновых нуклеотидных оснований и, как следствие, ингибировании биосинтеза новой ДНК и невозможностью для клетки поделиться, осуществить митоз. В свою очередь, клетка, потерявшая способность к делению, запускает механизм апоптоза (программируемой клеточной смерти). На макроуровне это приводит к некрозу злокачественной опухоли и ремиссии онкологического заболевания.

## Примеры
- Азацитидин
- Капецитабин
- Кармофур
- Цитарабин
- Децитабин
- Флоксуридин
- 5-Фторурацил
- Гемцитабин
- Тегафур
- Тегафур-урацил
- Тегафур/гимерацил/отерацил